# Monte Cristetto
Il monte Cristetto (1.611 m s.l.m.) è una montagna delle Alpi del Monginevro nelle Alpi Cozie. Si trova in Piemonte (Città metropolitana di Torino).

## Caratteristiche

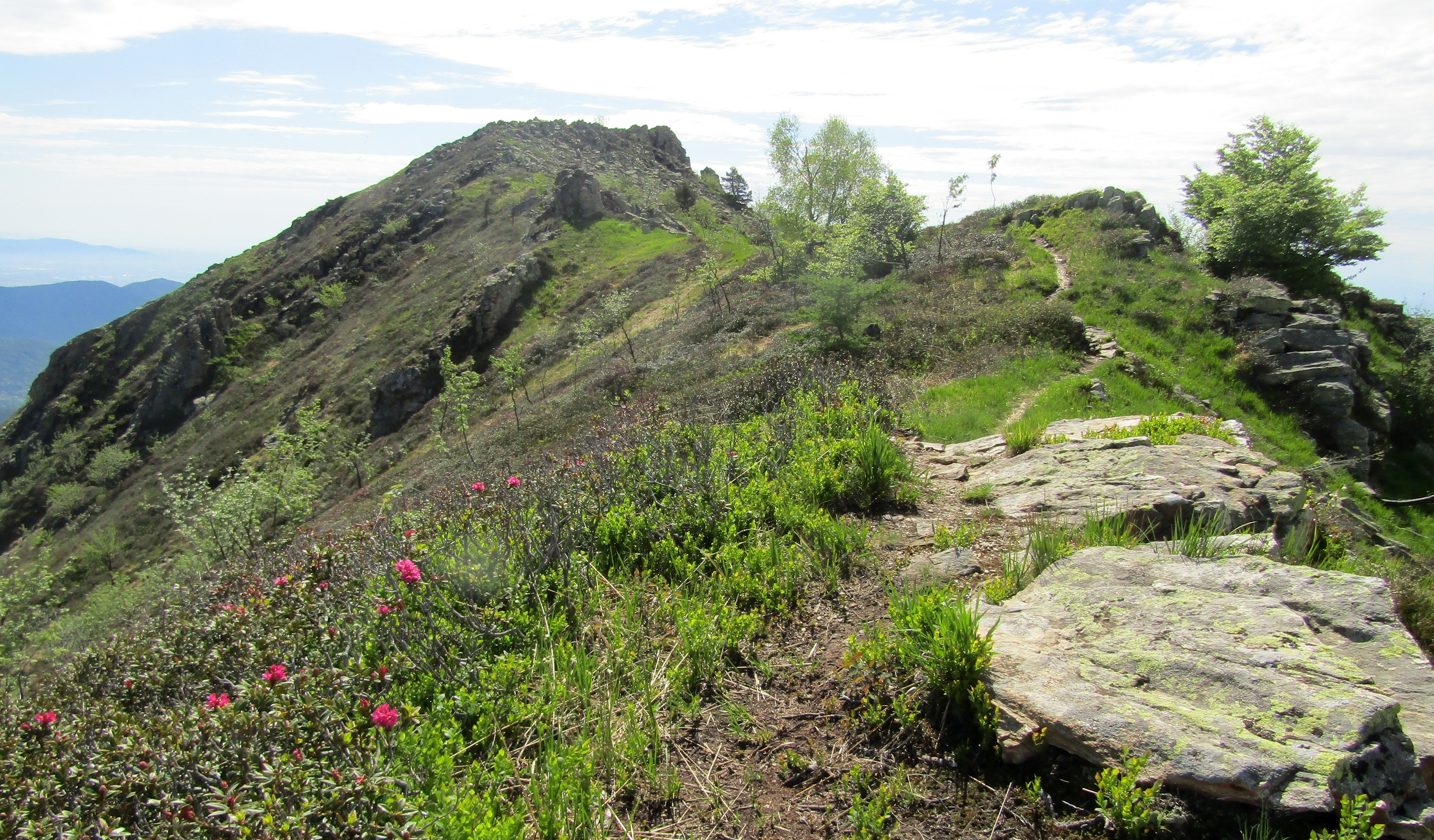
La cresta nord-occidentale

La montagna è collocata lungo lo spartiacque che separa la Val Chisone dalla Val Sangone. A sud-est del monte Cristetto il crinale perde quota con il Colle della Ceresera (1.293 m s.l.m.), e prosegue poi verso il Monte Freidour. A nord-ovest invece lo spartiacque procede con il Colle del Besso e il Monte Muretto. Geologicamenteil Monte Cristetto è in prevalenza costituito da gneiss. Sulla sua cima si trova una croce di vetta metallica. 

## Salita alla vetta

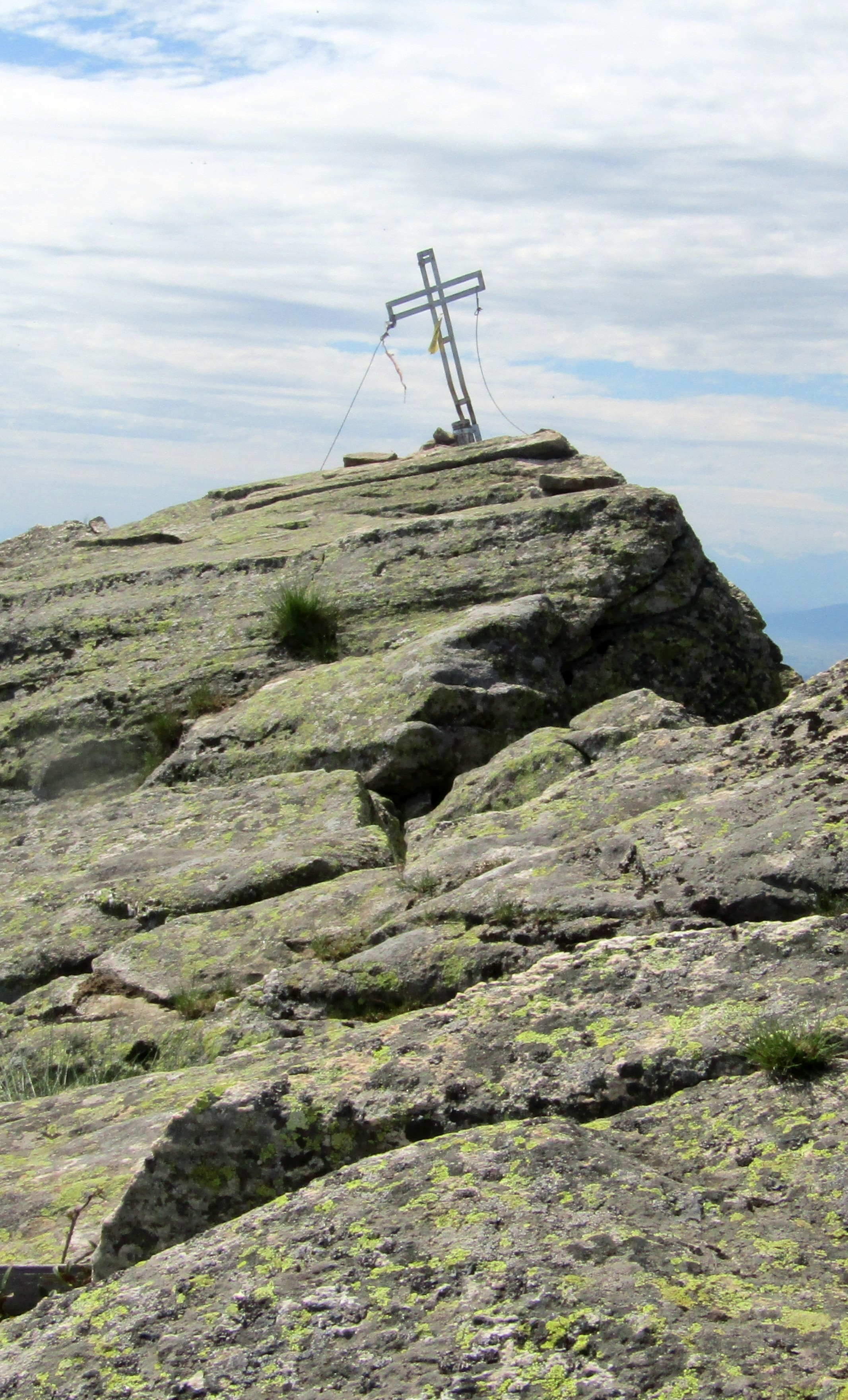
La croce di vetta

La montagna può essere raggiunta per crinale percorrendo un sentierino che ne scavalca la cima collegando il Colle del Besso con il Colle della Ceresera. Da entrambi i punti di partenza la salita è valutata di difficoltà E.

## Cartografia
- 6 - Pinerolese Val Sangone, scala 1:25.000, ed. Fraternali
- 17 - Torino Pinerolo e Bassa Val di Susa, scala 1:50.000, ed. IGC - Istituto Geografico Centrale